# Алтиульська Орда
Алтиульська Орда (Алтиульський улус, Алти Ули) — державне утворення ногайців в межиріччі Яїка, Емби й Сирдар'ї, виділилося після повстання 1555 року з Ногайської Орди.

## Історія
Алтиульська Орда виділилася зі складу Ногайської Орди в 1550-х роках після смерті ногайського бія Шейх-Мамая коли почалася боротьба за бійський престол між його братами Ісмаїлом й Юсуфом.
Шість синів Шейх-Мамая — Касим, Хан, Бай, Бій, Бек й Ак — зі своїми улусами відокремилися від кочування основної Ногайської Орди й почали кочувати на крайньому сході Ногайської Орди (між річками Яїк, Емба й Сирдар'я). Вони заснували слабке, але відносно самостійне політичне утворення — Улус Шести Синів (Алтиули).
У московських джерелах поняття «Алтиули» з'являється й затверджується на початку XVII століття. А в середині XVI століття вживалися вирази «Шестеро Братів», «Шість синів» та «Шість Мірз». Перше вживання словосполучення «Шість Синів» («у Шти Синів», тобто буквально Алти Ули) було помічено російським істориком Вадимом Трепаловим у ногайського мурзи Бека, сина Шейх-Мамая, у грамоті московському цареві Івану Грозному 8 червня 1581 року.
У 1549 році після смерті мурзи Хана бен Шейх-Мамая братів залишилося п'ятеро, після смерті Касима в 1555 році — четверо, після смерті Ака в 1580 році — троє. Однак члени роду Шейх-Мамая продовжували користуватися формулами «Шестеро Братів» та «Шість Синів» для всіх нащадків цього бія. У 1556 році нащадків Шейх-Мамая вже було тридцять осіб.
Алтиульські мурзи кочували на території від Яїка на заході до Сирдар'ї на сході, де межували з казахськими кочовищами. В 1570-1580-их роках через набігів козаків алтиульські улуси відступили на схід від Яїка, й західним кордоном володінь алтиулів стала річка Емба.
У першій половині XVII століття алтиули потрапили в підпорядкування калмицьким тайшам й стали кочувати разом з ними. Деякі алтиульські музри зі своїми улусами переселилися у межі Казахського й Хівинського ханств, а інші пішли за Великою й Малою Ногайськими Ордами на Північний Кавказ та Надозів'я, визнавши свою залежність від кримських ханів.
У першій половині XVII століття Алтиульська Орда припинила своє існування. Алтиули не спромоглися відстояти свою самостійність й потрапили у залежність від калмицьких тайшів. Після відходу калмиків у Нижнє Надволжя в середині XVII століття одна частина алтиулів увійшла до складу казахського Молодшого жуза, де змішалася з казахами, а інша частина переселилася у надозівські та передкавказькі степи слідом за великими й малими ногаями.